# ۱۱۳۷ (خورشیدی)
۱۱۳۷ هزار و صد و سی و هفتمین سال هجری خورشیدی است.